# Chantal Chamberland
Chantal Chamberland (Montréal, 1965. december 1. –) kanadai dzsesszénekesnő.

## Pályakép
A francia kanadai, quebeci születésű dzsesszénekesnő, gitáros Chantal Chamberlandot az érzéki előadásmódja, és füstös hangja jellemzi.
Kortárs dzsesszlemezeivel Chantal fényesen van jelen a nemzetközi piacon is. A Temptation című lemeze is megmutatja eredeti énekstílusát. Kerüli a vokális hókuszpókuszokat, a csendes meghittből zökkenőmentesen válik fülledtté, és érzékien telítetté.
A Montreali Nemzetközi Filmfesztiválon való többszöri szerepléstől kezdve más nagy nagy koncertekig Chantal nemzetközi sikerei személyes fejlődéséről is tanúskodnak, és megerősítik az egyik legjobb énekesnői poszton betöltött szerepét.

## Lemezei
- Best of (La Mer, Bésame mucho, Hit The Road Jack, Fever, You Are My Hero... )

- Temptation

- Soiree
- Merry Christmas
- Chantal No. 5

- Autobiography (2016)

- Soirée (2014)
- No 5 2012
- The Other Woman (2008)
- Dripping Indigo (2006)
- Serendipity Street (2005)
- This is Our Time (2002)

## Díjak
- Hamilton Music Award